# 周希武
周希武（1885年—1928年7月25日），字子扬，甘肅省天水秦州人，马麒幕僚、中華民國地理學家暨民族学家。

## 生平
周希武幼年時家贫，艰苦励学，十五岁入庠。弱冠之年到陕西拜天水翰林张育生为师，并与牛梦洲等相互切磋，过从甚密。因倾心向往顾炎武，周希武将自己的书屋命名为“仪顾堂”，有“亭林千古是吾师”之诗句。他受戊戍维新思想的影响，愈觉科举制度腐朽无用，发出“科第欺人半世勤”的愤言。放弃举子业，致力于变法改革致用之学。

### 投入教育
1906年，周希武考入甘肃武备学堂，志欲投身教育界。张育生自陕西返回陇南，邀请周希武到天水协助办理地方自治，设学校。
1912年，周希武生与天水的董汝玉、胡心如、张锦堂等志同道合者，投入黃鉞的秦州起義。
1913年初，周希武由天水至兰州，被聘为甘肃省立第一中学教务长。1914年，转赴河西办学，在凉州任甘肃省立第四中学校长。

### 勘查玉树
同年，英國與西藏訂立《西姆拉条约》，把青海全境划归其内，又策动西藏民军进扰西康地区。当时，甘、青尚未分省，玉树归西宁道管辖。尹昌衡利用此機入侵青海，魚肉當地百姓，導致民族衝突。甘肃当局提出川、甘两省会同勘查玉树界务的计划。周希武上书于甘肃当局，援引图史，痛陈利弊，既陈述勘界的重大意义，受到当局重视。
甘肃当局决定派甘肃边关道尹兼忠武军统领周務學为勘查甘川边界大员，周希武、牛载坤二人为特派员。于1914年八月从兰州出发到西宁，然后向青海南部进发，越巴颜喀拉山，涉黄河流，渡金沙江，跋涉近兩千三百余里，抵达玉树结古镇。周希武在玉树地区，历时九个月，朝犯瘴疠，暮逐水草，深入藏族帐房，访问长老，参阅图志，考察玉树山川风俗，形势要隘，并参考旧时档案，沿用志体，以类排比，写出长达四萬余言的《玉树土司调查记》分上下两卷，附《宁海纪行》一卷，後此書稱《玉树调查记》。  
1916年，马麒通过甘肃都督张广建，请北洋政府颁發根据周务学團隊调查册报的玉树二十五族千百户执照。1915年5月9日，北洋政府根正式糾正原先錯誤決定，从此，玉树地区被置于青海管辖范围之内。

### 擔任幕僚
周希武自玉树返回西宁后，由周务学及黎丹推荐，被甘边宁海镇守使马麒聘为佐幕，先后担任镇守使署总务处长、西宁县长等政务要职。
1919年秋，北京政府外交部发出“歌电”，以向各省、区征求意见为名，公布西姆拉会议的部分内容，以及要划分“内藏”、“外藏”的事实真相，引起国内强烈反对。川、甘、滇、青等地纷纷通电谴责。这次青海对北京歌电的通电，由马麒著名，其实是由周希武、黎丹、李西芬木共同起草的。这封电文的主旨，仍然是周希武在《玉树调查记》中反复强调的主张。
周希武在西宁任职期间，散赈兴学、救荒平粜，又网罗旧闻故事，编纂青海史志，日夜笔耕，不以从政而废。
1925年，周希武东出潼关至陕州会见邓宝珊将军，继又转赴京都，拜访名师，考察教育。住京二年，与梁启超交往甚殷。
冯玉祥五原誓师後，河湟战云密布。马麒1927年初匆匆召开会议。出席的有黎丹、李迺、朱繡、周希武等。会议结果，黎丹、李迺指出应接受国民军的改编，保存实力，以图将来。周希武着重指出：“南北大局未定，宜养精蓄锐，切勿轻举妄动，一着失，全盘皆失。”朱繡是马麒的外交使节，广交游，识时务。他慨然说：“宁海军虽有若干营，各营并不满额，即使满额，也不过是以卵击石，自不量力。今日之事，称降而外，安有出路？”，這些言行引起马麒等人的不满，對後兩人埋下殺機。
1928年，第四次河湟事变爆发。其时，西宁与兰州关系极为紧张。同年七月，宁海镇守使马麒派以他們兩人等五人小组前往兰州，谋求和平。行至乐都老鸦峡莲花寺时，护送部队哗变，周希武与朱繡皆死于难。

## 著作
诗稿《榆枋游草》、文稿《仪顾堂文存》、以及史地等学术著作《玉树调查记》、《汉书地理志》、《青海志经解》、《汉书地理志今释》、《读通鉴札记》、《边事纡筹》、《甘肃水道图记》、《甘肃民族志》、《村治大义》、《湟中随笔》。遗稿部分遗失，部分于文化大革命中焚毁。

## 家庭
子為青海省政协常委周宜逵。